# جبل هانترسفيلد
جبل هانترسفيلد، هو جبل يقع في جبال كاتسكيل في نيويورك شمال غرب آشلاند. يقع أشلاند بيناكل شرقًا، ويقع جبل البرج جنوب شرق جبل هانترسفيلد. إنها أعلى نقطة في مقاطعة شوهري وتحتل المرتبة 9 من 62 في قائمة النقاط العالية في مقاطعة نيويورك.